# 1345 Potomac
1345 Potomac è un asteroide della fascia principale del diametro medio di circa 71,82 km. Scoperto nel 1908, presenta un'orbita caratterizzata da un semiasse maggiore pari a 3,9795037 UA e da un'eccentricità di 0,1809483, inclinata di 11,40261° rispetto all'eclittica.
Il nome si riferisce all'omonimo fiume della costa orientale degli Stati Uniti.